# 永田優子
永田 優子（ながた ゆうこ）は日本の脚本家。

## 人物・経歴
2000年（平成12年）に『ほたるのゆき』で第13回フジテレビヤングシナリオ大賞を受賞。

## 主な作品

### テレビドラマ
- フジテレビヤングシナリオ大賞 ほたるのゆき（2000年、フジテレビ）
- 東京物語（2002年、フジテレビ）
- フジ子・ヘミングの軌跡（2003年、フジテレビ）
- はるか17（2005年、テレビ朝日）
- ドラマスペシャル古都（2005年、テレビ朝日）
- みんな昔は子供だった（2005年、関西テレビ/フジテレビ）
- アテンションプリーズ 第6・9話（2006年、フジテレビ）
- スペシャルドラマ 恋愛小説 デューク（2006年、TBS）
- ヒミツの花園（2007年、関西テレビ/フジテレビ）
- しゃばけ（2007年、フジテレビ）
- 告知せず（2008年、テレビ朝日）
- 歌のおにいさん（2009年、テレビ朝日）
- ダンディ・ダディ?〜恋愛小説家・伊崎龍之介〜（2009年、テレビ朝日）
- 恋して悪魔〜ヴァンパイア☆ボーイ〜（2009年、関西テレビ/フジテレビ）※脚本協力
- ヤンキー君とメガネちゃん（2010年、TBS）
- ドリーム・ガールズ（2011年、関西テレビ）※シチュエーションドラマ
- 恋愛ニート〜忘れた恋のはじめ方（2012年、TBS）
- レジデント〜5人の研修医（2012年、TBS）
- テレビ未来遺産“終戦69年”ドラマ特別企画 遠い約束〜星になったこどもたち〜(2014年8月25日、TBS）
- 私たちがプロポーズされないのには、101の理由があってだな（2014年、LaLaTV）
- 鵜飼いに恋した夏（2014年11月12日、NHK BSプレミアム）
- このミステリーがすごい! ベストセラー作家からの挑戦状『カシオペアのエンドロール』（2014年12月29日、TBS）
- でも、結婚したいっ！〜BL漫画家のこじらせ婚活記〜（2017年4月4日、フジテレビ）
- ラブリラン（2018年、読売テレビ/日本テレビ）

### ネットドラマ
- 指恋（ゆびこい）〜君に贈るメッセージ〜（2013年、UULA）

### 映画
- ミニモニ。じゃムービー お菓子な大冒険!（2002年、東映）
- 書道ガールズ!! わたしたちの甲子園（2010年、ワーナー・ブラザース）
- がじまる食堂の恋（2014年、BS-TBS）